# Rio La Pasión
O rio La Pasión é um rio situado nas terras baixas da região norte da Guatemala. É alimentado por diversos afluentes situados a montante cujas nascentes se situam nos montes de Alta Verapaz. A maioria deles corre aproximadamente para norte formando o Pasión, que depois tende para oeste até encontrar o rio Salinas. Na confluência destes dois rios forma-se o rio Usumacinta, que corre para norte até atingir o golfo do México. Os principais afluentes do rio La Pasión são o rio San Juan, o Machaquila e o Cancuén.
A bacia hidrográfica do La Pasión cobre uma área superior a 5000 km², drenando uma parte substancial da metade ocidental do departamento de El Petén.
A bacia do rio La Pasión é conhecida como uma região arqueológica, e contém vários sítios arqueológicos pré-colombianos da civilização maia, que até um certo ponto partilharam algumas características em termos do estilo arquitectónico, história política e convenções glíficas. Os centros urbanos e cerimoniais maias desta região incluem Dos Pilas, Tamarindito, Altar de Sacrifícios, Aguateca, Seibal e Machaquila.